# 平良海馬
平良 海馬（たいら かいま、1999年11月15日 - ）は、沖縄県石垣市出身のプロ野球選手（投手）、YouTuber。右投左打。埼玉西武ライオンズ所属。
パシフィック・リーグにおける連続登板無失点記録（39試合）保持者。
たいらげーむのチャンネル名でYouTuberとしても活動している。

## 経歴

### プロ入り前
小学校から捕手として野球を始め、真喜良サンウエーブに所属。中学校では石垣島唯一の硬式チームである八重山ポニーズに所属。2年から投手に転向。3年にはポニーリーグで全国大会に出場した。なお八重山ポニーズは平良の代が卒団すると、人数不足で活動休止となった（2021年に活動再開）。
中学卒業後は沖縄県立八重山商工高等学校に進学。進学した八重山商工高校は、平良の在学中に伊志嶺吉盛監督が退任したり、石垣島内の他の高校の人気が上がっていたりしたため、2006年に大嶺祐太を擁して春夏連続で甲子園出場した頃の面影は全くなくなっていた。
入部直後の5月には、厳しい練習に耐えかねて退部を検討していたが、当時の監督の伊志嶺に諭されて残留した。1年から外野手兼投手として公式戦に出場。平良がエースを務めていた2017年春には部員が7人となって宮古工業高校と連合チームを組まざるを得ないほどの部員不足に陥り、3年夏の県大会では首里高校を相手に自身の暴投が決勝点となり0-1で1回戦敗退。3年間で春夏ともに甲子園球場での全国大会への出場経験はなく、自身が最上級生となった代では秋春夏を通じて1勝もできなかった。高校入学直後は最速126km/hだったが、2年夏から股関節と下半身を中心に筋力トレーニングに励んだ結果、在学中に最速154km/hを記録している。なお、3年生の春季大会1回戦で記録した152km/hは当時の高校野球において沖縄県内新記録の球速とされ、この1球が全国的に注目されるきっかけとなった。
打撃面では、正確な本数は不明だが、高校通算本塁打については本人曰く「20本以上は絶対に打っています」とのこと。もっとも、石垣島には八重山商工高校以外には八重山高校、八重山農林高校しか存在せず、普段はこの2校としか練習試合を行っていなかったため、投手の研究が非常に楽であったという事情もある。
2017年10月26日に行われたドラフト会議で埼玉西武ライオンズから4位指名を受け、11月16日に仮契約を結び入団した。背番号は61。担当スカウトは高山久だった。

### 西武時代
2018年は3月31日の二軍戦で公式戦初登板。ルーキーイヤーでの一軍登板は無かったものの、イースタン・リーグでは10試合に登板。0勝0敗・防御率5.40という成績でオフに現状維持となる推定年俸600万円で契約を更改した。
2019年は7月8日に初の一軍昇格を果たし、同19日のオリックス・バファローズ戦、3点ビハインドの9回表という場面でプロ初登板。1イニングを無失点に抑えると、チームは9回裏に金子侑司の3点本塁打で同点に追いつき、その後延長11回裏にサヨナラ勝ちを収め、平良は試合後のヒーローインタビューを受けた。8月23日の東北楽天ゴールデンイーグルス戦でプロ初ホールドを挙げ、同28日の北海道日本ハムファイターズ戦では、日没のため8回表途中でコールドゲームとなり、平良にプロ初セーブが記録された。8月30日の福岡ソフトバンクホークス戦ではプロ初勝利も挙げ、シーズン終盤には勝ちパターンの一角を担うなど、この年は26試合の登板で2勝1敗6ホールド1セーブ・防御率3.38を記録し、チームのリーグ連覇に貢献。ソフトバンクとのCSファイナルステージでは3試合に登板したが、うち2試合では前の投手が残した走者を還してしまう投球内容であった。オフに倍増となる推定年俸1200万円で契約を更改した。
2020年、「先発だと毎日トレーニングできて筋肉量もアップする。（救援の前年は）1か月の計測ごとに減っていった」と先発転向を希望し、春季キャンプからアピールを続けるも、この年初の先発登板となった2月27日のソフトバンクとの練習試合で3回5失点と結果を残せず、たった1試合で中継ぎとして起用されることが辻発彦監督から明言された。新型コロナウイルスの影響で開幕延期となったが、自主練習期間で筋肉量を増やし、6月19日の開幕を一軍で迎えると、同23日のソフトバンク戦で自己最速タイの158km/hを計測。剛速球を武器に好投を続け、10試合目の登板となった7月17日の楽天戦でも1イニングを三者凡退に抑え、開幕からの9回2/3で無安打・無失点を記録した。19日の同カードでシーズン初の被安打・失点を喫したものの、自己最速の160km/hを計測。シーズン後半には20試合連続無失点を記録するなど、この年は8回のセットアッパーに定着し、リーグトップタイの54試合に登板し、1勝0敗33ホールド1セーブ・防御率1.87と好成績を収めた。オフに3000万円増となる推定年俸4200万円で契約を更改。また、前年までの投球回が30イニングを下回っていたため、新人王の権利を有しており、パ・リーグの最優秀新人に選出された。プロ入り3年目以上での新人王獲得は史上9人目、沖縄県出身選手の新人王獲得は史上初であった。
2021年は開幕からセットアッパーとしてフル回転。4月は球団タイ記録となる『月間10ホールド』を記録すると、5月4日のオリックス戦で球団新記録となる『14試合連続ホールドポイント』を記録した。抑えの増田達至が不調で登録を抹消されると、試合展開によっては抑えも務め、同29日の阪神タイガース戦で岡島秀樹が持つ『開幕から26試合連続無失点』のパ・リーグ記録に並び、6月1日の読売ジャイアンツ戦でパ・リーグ新記録を樹立。併用で抑えを務めていたリード・ギャレットが調子を落とすと抑えに固定され、同10日の横浜DeNAベイスターズ戦で田島慎二が持つ『開幕から31試合連続無失点』のプロ野球記録に並び、同13日の中日ドラゴンズ戦でプロ野球新記録を樹立。6月20日の千葉ロッテマリーンズ戦では、8回表二死一・三塁から5番手として登板。連続四球で1点を与えてしまうも、平良自身に失点は記録されず、1/3回を投げて無失点。1シーズン記録として豊田清と比嘉幹貴が持つ『34試合連続無失点』のパ・リーグ記録に並び、同22日の楽天戦でパ・リーグ新記録を樹立。同28日のソフトバンク戦で藤川球児が持つ『38試合連続無失点』のプロ野球記録に並び、7月1日の同カードでプロ野球新記録を樹立。同6日の対日本ハム戦では同点の9回裏に5番手として登板。一死一塁から淺間大基をファーストゴロに打ち取り、高橋敏が持つ『開幕から38回1/3連続無失点』のプロ野球記録を82年ぶりに更新したかと思われたが、次の打者髙濱祐仁にサヨナラ適時二塁打を打たれてシーズン初失点。野球規則によりこの日奪ったアウト2つは記録に加算されず『開幕からの連続イニング無失点記録』は38回となり、2リーグ制では最長の記録となった。また自身が持つプロ野球記録『開幕からの連続試合無失点記録』および『1シーズンの連続試合無失点記録』が39試合で止まった。『1シーズンの連続試合無失点記録』については2025年に阪神タイガースの石井大智が更新したことにより現在はパ・リーグ記録となっている。ファン投票で自身初のオールスターに選出され、7月16日の第1戦に5番手として登板。1イニングを三者凡退に抑えた。東京オリンピックを経て、後半戦2試合目の登板となった8月20日のオリックス戦では先頭打者への四球をきっかけにサヨナラ負けを喫すると、以降は四球からピンチを招く場面が増え、10月に入ると救援失敗が目立った。ただ、その中でもセーブ数を積み重ね、10月14日の対日本ハム戦で20セーブ目を記録し、プロ野球史上2人目（久保裕也以来）、パ・リーグでは史上初となる『シーズン20ホールド20セーブ』を達成した。右足首の違和感を抱えたままプレーを続けており、チームのCS進出が完全消滅すると、10月15日に出場選手登録を抹消され、同23日に『右足後方インピンジメント症候群に対する関節鏡視下骨片除去術』を受けてシーズンを終えた。この年は62試合の登板で3勝4敗21ホールド20セーブ・防御率0.90、得点圏では55打数3安打と圧巻のシーズンを送り、オフに5800万円増となる推定年俸1億円で契約を更改した。
2022年は春季キャンプをB班でスタートとなる予定であったが、キャンプイン直前の1月30日に新型コロナウイルス感染が確認され、キャンプへの合流が2月11日と出遅れた。3月13日の春季教育リーグで実戦復帰し、開幕は二軍で迎えたものの、3月29日に出場選手登録。同日の日本ハム戦で一軍復帰登板を果たした。その後は8回のセットアッパーを務め、7月12日終了時点で41試合に登板し、1勝2敗28ホールド1セーブ・防御率0.92を記録すると、監督推薦により2年連続でオールスターに選出。第1戦に登板し、1イニングを2奪三振を含む三者凡退に抑えた。ただ、球宴前の7月13日に守護神の増田達至が新型コロナウイルス陽性判定で離脱し、抑えを務めるようになるも同17日の日本ハム戦で失点すると、続く登板では3失点で敗戦投手、同点ソロ本塁打を被弾とプロ入り後初の3試合連続失点を喫した。さらに球宴後の8月10日には右手中指の痛みで出場選手登録を抹消された。同31日に実戦復帰し、9月6日の一軍復帰以降はレギュラーシーズン終了まで、失点を喫したのはわずか1試合と安定した投球を披露した。この年はリーグ最多タイの61試合に登板してリーグ最多の34ホールド、1勝3敗9セーブ・防御率1.56を記録。35ホールドポイントで初のタイトルとなる最優秀中継ぎ投手を獲得した。オフの12月2日に行った契約更改交渉では先発転向を直訴するも、球団からは2024年シーズンからの先発転向を提案され、保留。7000万円増となる推定年俸1億7000万円の提示には納得したものの、「中継ぎで60イニング投げるより、先発で倍のイニングを投げた方がチームへの貢献度は高い」とチームへの貢献度が高い先発へのこだわりは強く、「挑戦すらできないのは、僕は納得できません」と2020年2月に一度だけ先発登板して以来、全くチャンスを与えられなかったことに対して、不平等さを感じていたことも明かした。12月4日に2度目の契約更改交渉を行い、2023年シーズンからの先発転向が認められ、7000万円増となる推定年俸1億7000万円でサインした。
2023年はオープン戦で17イニング無失点と結果を残し、開幕ローテーション入り。開幕3試合目のオリックス戦でプロ初先発となり、勝利投手にこそならなかったが、7回5安打3四球9奪三振1失点と好投した。続く4月11日のロッテ戦では持ち味である多彩な変化球の制球に苦しみ、6イニングで4四球を与え、初回には先制2ランを被弾したが、2回以降は無安打に抑える粘りの投球を見せ、6回1安打4四球8奪三振2失点という内容でプロ初の先発勝利を挙げた。同18日のソフトバンク戦でも4四球を与えながら6回1失点で勝利投手となったが、疲労を考慮されて翌4月19日に出場選手登録を抹消された。5月3日の日本ハム戦に中14日で先発すると、7回1失点の好投で勝利投手。続く同11日のロッテ戦でも6回2失点と試合を作ったが、打線の援護が無く、先発初黒星を喫した。6月11日の東京ヤクルトスワローズ戦でも7回3失点（自責点2）ながらも打線の援護が無く、敗戦投手となったものの、12奪三振で自身初の2桁奪三振を記録。6月4日のDeNA戦からは6試合連続で7イニングを投げ、前半戦を終えて13試合に先発し、全ての登板で自責点2以下に抑え、12度のQS・防御率2.22と安定した投球を披露。監督推薦により3年連続でオールスターに選出され、球宴第2戦に7番手として登板し、19球全てストレートを投じて2回無失点に抑えた。後半戦も抜群の安定感を誇り、規定投球回に到達。この年は23試合の先発登板で18QS、11勝7敗・防御率2.40と先発転向1年目からトップクラスの成績を残し、無走者時の平均投球間隔がリーグ最短の9.8秒であったことからスピードアップ賞を受賞した。オフに8000万円増となる推定年俸2億5000万円で契約を更改した。
2024年も開幕ローテーションに入り、5試合の先発登板で1勝2敗・防御率1.42を記録していたが、4月30日の登板を最後に右前腕の張りで5月9日に出場選手登録を抹消された。7月22日の三軍戦で実戦復帰を果たし、首脳陣からの提案でリリーフとして8月8日に出場選手登録。この年は22試合（5先発）の登板で3勝2敗9ホールド・防御率1.66という成績であった。

## 代表経歴
2021年6月16日、東京オリンピックの野球日本代表に選出された。同大会では当初はセットアッパーとして起用されたが、オープニングラウンド2試合目のメキシコ戦（横浜スタジアム）でジョーイ・メネセスに2点本塁打を打たれ、その後は好調な伊藤大海や岩崎優がセットアッパーを務め、ノックアウトステージ以降の登板は無かった。チームは金メダルを獲得し、沖縄県出身者としては一足前に行われた空手道の喜友名諒に次いで史上2人目の金メダリストとなったが、個人としては2試合の登板で1回1/3を2失点という成績であった。

## 選手としての特徴
| 球種         | 配分 % | 平均球速 km/h |
| ------------ | ------ | ------------- |
| ストレート   | 36.0   | 151.4         |
| スプリット   | 20.9   | 133.7         |
| スライダー   | 19.5   | 130.8         |
| カットボール | 14.7   | 142.5         |
| ツーシーム   | 04.8   | 146.2         |
| カーブ       | 04.1   | 119.6         |

身長は173cmとプロ野球の投手としては小柄な方である。塁上の走者の有無にかかわらず、セットポジションからクイックモーションで投球する。
2022年シーズンまではリリーフとして起用されており、ストレートの最速は160km/h、平均では155.4km/h（2022年シーズン）を計測。2023年シーズンからは先発へ転向し、平均球速は3～4km/h落ちたものの、得点圏に走者を背負うと、非得点圏時と比べて平均球速が2km/hほど上がるギアチェンジを見せる。
球界屈指の豪速球を投じる一方で「球の速い変化球投手」と評されるほど、質の高い多彩な変化球も併せ持つ。持ち球はスライダー、カットボール、スプリット、カーブ、ツーシーム。
データを重視するリアリストであり、「感覚が一番当てにならない。データはうそをつかない」をモットーとする。2020年にポータブルトラッキングシステム『ラプソード』を自腹で購入し、2023年からはトップ選手にデータ解析サービスを提供する『ネクストベース』に自腹で配球分析を依頼して話し合うなど、データ解析に余念がない。
球界では外角低めのストレートが“原点”というセオリーがあるが、平良はデータに基づいて意図的にストレートを高めに投げ込んでいる。2020年シーズンはストレートの被打率が一番悪かったことから、翌2021年シーズンは変化球主体の投球に切り替えた。また、2023年7月13日のソフトバンク戦では0-0の5回表二死一・二塁、近藤健介に対してカウント2ボールとした場面で「近藤さんがパ・リーグで一番いいバッターだと思っている。実際OPSも高いですし」「2ボールから勝負して打ち取れる気が全くしなかったので」と次の打者が柳田悠岐であったにもかかわらず、自らベンチに申告敬遠を要求した。

## 人物
趣味は釣りとゲーム。
愛称は「男梅」、「海魔神（かいまじん）」。男梅の命名は当時ブルペン捕手を務めていた上本達之。海魔神の命名は当時ライオンズアカデミーコーチを務めていた髙橋朋己。またチームメイトである中村剛也の愛称「おかわり君」にちなんで「投げるおかわり君」と呼ばれることもある。
2019年、埼玉西武ライオンズリーグ優勝の祝勝会で、当時未成年のためビールかけに参加することができなかった。
福岡ソフトバンクホークスの柳田悠岐は、2020年シーズン終了時点で最も苦手な投手として平良の名前を挙げている。2020年の柳田との対戦成績は4打数無安打2三振。柳田のみならずソフトバンク打線をも完全に抑え込んでおり、登板9試合8回2/3を投げて無安打無失点だった。
東京オリンピック 野球日本代表（侍ジャパン）として金メダルを獲得した栄誉を称え、2022年2月4日、沖縄県石垣市の八重山郵便局前に記念のゴールドポスト（第64号）が設置された（ゴールドポストプロジェクト）。
2022年12月、一般女性と結婚。2024年10月に第一子（男子）が誕生。
西武入団後からつける背番号61は変更を打診されたことがあるが、断っている。その理由について平良は「背番号を変えると、（出した）洗濯物が（間違えて、これまでの返却場所に）返ってこなくなっちゃうかなーと。あと、いろいろ面倒くさいので。61番で定着させていきたいなと思います」と語っている。

## 詳細情報

### 年度別投手成績
| 年 度     | 球 団     | 登 板 | 先 発 | 完 投 | 完 封 | 無 四 球 | 勝 利 | 敗 戦 | セ 丨 ブ | ホ 丨 ル ド | 勝 率 | 打 者 | 投 球 回 | 被 安 打 | 被 本 塁 打 | 与 四 球 | 敬 遠 | 与 死 球 | 奪 三 振 | 暴 投 | ボ 丨 ク | 失 点 | 自 責 点 | 防 御 率 | W H I P |
| --------- | --------- | ----- | ----- | ----- | ----- | -------- | ----- | ----- | -------- | ----------- | ----- | ----- | -------- | -------- | ----------- | -------- | ----- | -------- | -------- | ----- | -------- | ----- | -------- | -------- | ------- |
| 2019      | 西武      | 26    | 0     | 0     | 0     | 0        | 2     | 1     | 1        | 6           | .667  | 111   | 24.0     | 29       | 2           | 9        | 0     | 3        | 23       | 3     | 0        | 13    | 9        | 3.38     | 1.58    |
| 2020      | 西武      | 54    | 0     | 0     | 0     | 0        | 1     | 0     | 1        | 33          | 1.000 | 214   | 53.0     | 22       | 2           | 29       | 0     | 8        | 62       | 5     | 0        | 11    | 11       | 1.87     | 0.96    |
| 2021      | 西武      | 62    | 0     | 0     | 0     | 0        | 3     | 4     | 20       | 21          | .429  | 247   | 60.0     | 36       | 0           | 28       | 2     | 5        | 70       | 3     | 0        | 6     | 6        | 0.90     | 1.07    |
| 2022      | 西武      | 61    | 0     | 0     | 0     | 0        | 1     | 3     | 9        | 34          | .250  | 226   | 57.2     | 36       | 2           | 18       | 4     | 2        | 75       | 3     | 0        | 15    | 10       | 1.56     | 0.94    |
| 2023      | 西武      | 23    | 23    | 0     | 0     | 0        | 11    | 7     | 0        | 0           | .611  | 611   | 150.0    | 115      | 10          | 55       | 2     | 5        | 153      | 0     | 0        | 47    | 40       | 2.40     | 1.09    |
| 2024      | 西武      | 22    | 5     | 0     | 0     | 0        | 3     | 2     | 0        | 9           | .600  | 208   | 48.2     | 44       | 1           | 21       | 0     | 5        | 43       | 1     | 0        | 11    | 9        | 1.66     | 1.34    |
| 通算：6年 | 通算：6年 | 248   | 28    | 0     | 0     | 0        | 21    | 17    | 31       | 103         | .553  | 1617  | 393.1    | 282      | 17          | 160      | 8     | 28       | 426      | 15    | 0        | 103   | 85       | 1.94     | 1.12    |

- 2024年度シーズン終了時
- 各年度の太字はリーグ最高

### オリンピックでの投手成績
| 年 度 | 代 表 | 登 板 | 先 発 | 勝 利 | 敗 戦 | セ ｜ ブ | 打 者 | 投 球 回 | 被 安 打 | 被 本 塁 打 | 与 四 球 | 敬 遠 | 与 死 球 | 奪 三 振 | 暴 投 | ボ ｜ ク | 失 点 | 自 責 点 | 防 御 率 |
| ----- | ----- | ----- | ----- | ----- | ----- | -------- | ----- | -------- | -------- | ----------- | -------- | ----- | -------- | -------- | ----- | -------- | ----- | -------- | -------- |
| 2021  | 日本  | 2     | 0     | 0     | 0     | 0        | 6     | 1.1      | 1        | 1           | 1        | 0     | 0        | 2        | 0     | 0        | 2     | 2        | 13.50    |

### 年度別守備成績
| 年 度 | 球 団 | 投手  | 投手  | 投手  | 投手  | 投手  | 投手     |
| 年 度 | 球 団 | 試 合 | 刺 殺 | 補 殺 | 失 策 | 併 殺 | 守 備 率 |
| ----- | ----- | ----- | ----- | ----- | ----- | ----- | -------- |
| 2019  | 西武  | 26    | 1     | 3     | 1     | 0     | .800     |
| 2020  | 西武  | 54    | 3     | 11    | 0     | 0     | 1.000    |
| 2021  | 西武  | 62    | 4     | 14    | 0     | 0     | 1.000    |
| 2022  | 西武  | 61    | 2     | 6     | 0     | 1     | 1.000    |
| 2023  | 西武  | 23    | 5     | 18    | 2     | 1     | .920     |
| 2024  | 西武  | 22    | 2     | 6     | 0     | 0     | 1.000    |
| 通算  | 通算  | 248   | 17    | 58    | 3     | 2     | .962     |

- 2024年度シーズン終了時

### タイトル
- 最優秀中継ぎ投手：1回（2022年）

### 表彰
- 新人王（2020年）
- スピードアップ賞：1回（投手部門：2023年）

### 記録
初記録
投手記録
- 初登板：2019年7月19日、対オリックス・バファローズ13回戦（メットライフドーム）、9回表に5番手で救援登板、1回無失点
- 初奪三振：2019年7月21日、対オリックス・バファローズ15回戦（メットライフドーム）、9回表に中川圭太から空振り三振
- 初ホールド：2019年8月23日、対東北楽天ゴールデンイーグルス15回戦（メットライフドーム）、7回表に3番手で救援登板、2/3回無失点
- 初セーブ：2019年8月28日、対北海道日本ハムファイターズ23回戦（釧路市民球場）、6回裏に4番手で救援登板・完了、1回1/3無失点
- 初勝利：2019年8月30日、対福岡ソフトバンクホークス21回戦（メットライフドーム）、7回表に3番手で救援登板、1/3回無失点
- 初先発登板：2023年4月2日、対オリックス・バファローズ3回戦（ベルーナドーム）、7回5安打1失点で勝敗つかず[155]
- 初先発勝利：2023年4月11日、対千葉ロッテマリーンズ1回戦（ベルーナドーム）、6回1安打2失点[156]

打撃記録
- 初打席：2023年6月4日、対横浜DeNAベイスターズ2回戦（横浜スタジアム）、3回表にロバート・ガゼルマンから空振り三振

その他の記録
- 月間10ホールド：2021年4月 ※ブライアン・シュリッターと並び球団タイ記録
- 開幕から39試合連続無失点：2021年3月26日 - 7月1日 ※パ・リーグ記録[56]
- 39試合連続無失点：同上 ※パ・リーグ記録[56]
- 開幕から38イニング連続無失点：同上 ※2リーグ制最長[56]
- 同一シーズンで20ホールド&20セーブ：2021年 ※史上2人目[62]
- オールスターゲーム出場：4回（2021年、2022年、2023年、2025年）

### 背番号
- 61（2018年[15] - ）

### 登場曲
- 『Follow Me』E-girls（2020年）
  - ケガにより育成契約となった髙橋朋己の登場曲を、当人の承諾を得て使用[157]

### 代表歴
- 2020年東京オリンピックの野球競技・日本代表